# Hong Kong aux Jeux olympiques d'été de 2008
Hong Kong participe aux Jeux olympiques d'été de 2008 à Pékin. Elle est aussi l'hôte des épreuves d'équitation,.

## Résultats

### Athlétisme
Manager
- Hong Shun Alexander LEUNG
- Kim Lun Joseph WONG

Athlètes
- Kin Yee WAN
- Chun Ho LAI

#### Hommes
| Épreuve    | Athlète     | Séries   | Séries | Quarts de finale | Quarts de finale | Demi-finales | Demi-finales | Finale   | Finale |
| Épreuve    | Athlète     | Résultat | Rang   | Résultat         | Rang             | Résultat     | Rang         | Résultat | Rang   |
| ---------- | ----------- | -------- | ------ | ---------------- | ---------------- | ------------ | ------------ | -------- | ------ |
| 100 mètres | Chun Ho Lai | 10.63    | 7e     | -                | -                | -            | -            | -        | -      |

#### Femmes
| Épreuve    | Athlète     | Séries   | Séries | Quarts de finale | Quarts de finale | Demi-finales | Demi-finales | Finale   | Finale |
| Épreuve    | Athlète     | Résultat | Rang   | Résultat         | Rang             | Résultat     | Rang         | Résultat | Rang   |
| ---------- | ----------- | -------- | ------ | ---------------- | ---------------- | ------------ | ------------ | -------- | ------ |
| 100 mètres | Kin Yee Wan | 12.37    | 6e     | -                | -                | -            | -            | -        | -      |

### Aviron
Manager
- Christopher John Perry

Entraîneur
- Wong Chi Wai

Athlètes
- Law Hiu Fung
- So Sau Wah, Chow Kwong Wing
- Lee Ka Man

| Athlète(s)      | Compétition                 | Série         | Série | Quart de finale | Quart de finale | Demi-finale   | Demi-finale | Finale                 | Finale |
| Athlète(s)      | Compétition                 | Temps         | Rang  | Temps           | Rang            | Temps         | Rang        | Temps                  | Rang   |
| --------------- | --------------------------- | ------------- | ----- | --------------- | --------------- | ------------- | ----------- | ---------------------- | ------ |
| Law Hiu Fung    | Skiff                       | 7 min 45 s 96 | 3e    | 7 min 29 s 21   | 6e              | 7 min 32 s 61 | 6e          | Finale D 7 min 06 s 17 | 2e     |
| So Sau Wah      | Deux de couple poids légers | 6 min 34 s 51 | 4e    | 6 min 58 s 71   | 5e              | -             | -           | -                      | -      |
| Chow Kwong Wing | Deux de couple poids légers | 6 min 34 s 51 | 4e    | 6 min 58 s 71   | 5e              | -             | -           | -                      | -      |

### Badminton
Manager
- Show Hoo HSU

Entraîneurs
- Yi Ming HE
- Yumin ZHENG

Hommes
- Ng Wei

Femmes
- Wang Chen
- Yip Pui Yin

#### Hommes
[modifier | modifier le code]
| Épreuve | Athlète | 32éme de Finale | 16éme de Finale       | Huitième de Finale | Quarts de finale | Demi-finales | Finale/ 3e place |
| Épreuve | Athlète | Résultats       | Résultat              | Résultat           | Résultat         | Résultat     | Résultat         |
| ------- | ------- | --------------- | --------------------- | ------------------ | ---------------- | ------------ | ---------------- |
| Simple  | Wei Ng  | NC              | Lin 0-2 (16/21-13/21) | -                  | -                | -            | -                |

### Cyclisme
Manager
- Yiu Wah WONG

Entraîneurs
- Jinkang SHEN
- Xiaohua ZHANG
- Jie ZHANG

Athlètes
- Wan Yiu Jamie WONG
- Chun Hing CHAN
- Kam Po WONG
- Kin San WU

| Athlète    | Compétition     | Temps         | Rang |
| ---------- | --------------- | ------------- | ---- |
| Wu Kin-san | Course en ligne | 7 h 05 min 57 | 88e  |

| Athlète        | Compétition              | Temps    | Rang |
| -------------- | ------------------------ | -------- | ---- |
| Hing Chan Chun | Cross-country VTT hommes | + 2 Tour | 40e  |

| Athlète     | Compétition       | Points | Rang |
| ----------- | ----------------- | ------ | ---- |
| Wong Kam Po | Course aux points | 5      | 15e  |

### Équitation
Managers
- Henricus Franciscus Everhardus NOOREN
- Dietmar Walter GUGLER

Vétérinaire
- Edurado MORAIS DE ALMEIDA PINTO FELIX

Athlètes
- Kenneth Cheng
- Patrick Lam
- Samantha Lam

### Escrime
| Athlète      | Compétition        | 1/32e de finale  | 1/16e de finale    | 1/8e de finale   | Quarts de finale | Demi-finale      | Finale           | Rang    |         |
| Athlète      | Compétition        | Adversaire Score | Adversaire Score   | Adversaire Score | Adversaire Score | Adversaire Score | Adversaire Score | Rang    |         |
| ------------ | ------------------ | ---------------- | ------------------ | ---------------- | ---------------- | ---------------- | ---------------- | ------- | ------- |
| Lau Kwok Kin | Fleuret individuel | Exempté          | Chida Défaite 6-15 | Éliminé          | Éliminé          | Éliminé          | Éliminé          | Éliminé | Éliminé |

| Athlète         | Compétition       | 1/32e de finale  | 1/16e de finale             | 1/8e de finale   | Quarts de finale | Demi-finale      | Finale           | Rang     |
| Athlète         | Compétition       | Adversaire Score | Adversaire Score            | Adversaire Score | Adversaire Score | Adversaire Score | Adversaire Score | Rang     |
| --------------- | ----------------- | ---------------- | --------------------------- | ---------------- | ---------------- | ---------------- | ---------------- | -------- |
| Chow Tsz Ki     | Sabre individuel  | Exemptée         | Bao Défaite 5-15            | Éliminée         | Éliminée         | Éliminée         | Éliminée         | Éliminée |
| Yeung Chui Ling | Épée individuelle | Exemptée         | Mincza-Nébald Défaite 11-15 | Éliminée         | Éliminée         | Éliminée         | Éliminée         | Éliminée |

### Natation
Manager
- Kam Tat Wilson Yeung

Athlètes
- Hoi Shun Stephanie Au
- Yu Ning Chan
- Hiu Wai Sherry Tsai
- Hannah Jane Arnett Wilson

### Tennis de table
Manager
- Hui Jun

Entraîneur
- Chan Kong Wah
- Li Hui Fen

Athlètes
- Lau Sui Fei
- Lin Ling
- Tie Ya Na
- Cheung Yuk
- Ko Lai Chak
- Li Ching

### Tir
Manager
- Yang Joe Tsi

Athlète
- Wong Fai

### Triathlon
Manager
- Andrew John Patrick

Entraîneur
- Ruth Catherine Hunt

Athlètes
- Mak, So Ning Tania
- Lee, Chi Wo Daniel

### Voile
Manager
- Lam Wing Chung

Entraîneur
- Rene Appel

Entraîneur assistant
- Cheung Kwok Bun

Athlètes
- Chan Wai Kei
- Chan King Yin